# André Bascou
André Bascou   (Ribesaltes, 9 d'abril de 1944) és un polític nord-català, exdiputat a l'Assemblea Nacional Francesa.

## Biografia
Diplomat a l'Escola Nacional Superior d'Arts i Oficis (ENSAM), milità al Reagrupament per la República, amb el qual fou escollit alcalde de Ribesaltes el 1982, càrrec que encara ocupa, actualment amb la Unió pel Moviment Popular. Endemés, des del 2006 és president de la Mancomunitat de Comunes Ribesaltes-Aglí.
Fou elegit diputat per la segona circumscripció dels Pirineus Orientals a les eleccions legislatives franceses de 1993. A les eleccions presidencials franceses de 1988 va donar suport a la candidatura de Jacques Chirac.